# Natascha McElhone
Natascha McElhone, egentlig Natasha Taylor (født 14. december 1971 i London, England) er en britisk filmskuespiller, uddannet ved London Academy of Music and Dramatic Art.
Hun indledte sin karriere med biroller i tv-serier og debuterede i 1994 på spillefilm. Hun spillede Pablo Picassos hustru Françoise i James Ivorys Surviving Picasso (At overleve Picasso, 1996) over for Anthony Hopkins og den unge Clarissa Dalloway i Marleen Gorris' film Mrs. Dalloway (1997) efter Virginia Woolfs roman, spillede centrale roller i Peter Weirs The Truman Show (1998) og John Frankenheimers Ronin (1998) og var Rosaline i Kenneth Branaghs Love's Labour's Lost (2000). McElhone har siden medvirket i bl.a. Chen Kaiges film Killing Me Softly (2002) og haft hovedrollen som Karen i fjernsynsserien Californication (2007-2014).
McElhone spillede også en hovedrolle i filmen Mysteriet i Månedalen. Her spiller hun den første måneprinsesse, Loveday (2008). I 2016 medvirker hun i Netflix' serie Designated Survivor.